# Nesopetinus concolor
Nesopetinus concolor är en skalbaggsart som beskrevs av Sharp 1908. Nesopetinus concolor ingår i släktet Nesopetinus och familjen glansbaggar. Inga underarter finns listade i Catalogue of Life.